# Андреєва Раїса Андріївна
Раїса Андріївна Андреєва (нар. 6 жовтня 1916, Червоновершка — пом. 12 листопада 1993, Київ) — українська скульпторка та реставраторка, членкиня Спілки радянських художників України з 1950 року.

## Біографія
Народилася 23 вересня [6 жовтня] 1916 року в селі Червоновершці (тепер Кропивницький район Кіровоградської області, Україна). У 1939 році закінчила Московський художній технікум; у 1949 році — факультет монументально-декоративної скульптури Московського інституту прикладного та декоративного мистецтва (викладачі Борис Яковлєв, Матвій Манізер, Сергій Альошин, Борис Ланге, Ромуальд Йодко).
Протягом 1950—1954 років працювала як реставраторка та художниця-оформлювачка. Брала участь у реставрації:
- музею Полтавської битви у Полтаві (1950);
- паркової скульптури у заповідкику «Софіївці» в Умані (1952, у співавторстві з Ксанфієм Кузнецовим);
- пам'ятників Олексадру Суворову в Очакові та Ізмаїлі (1953—1954).

Жила в Києві, в будинку на Тверському тупику № 6/8, квартира 126. 
Померла в Києві 12 листопада 1993 року.

## Творчість
Працювала в галузі монументальної, декоративної та станкової скульптури. Серед робіт:
- «Танцівниця Тао-Гоа» (1953);
- «Тарас Бульба» (1954, оргскло; у співавторстві з Ксанфієм Кузнецовим);
- «Запорожець» (1954);
- пам'ятник Володимиру Леніну в Острі (1957, залізобетон);
- «Навесні» (1958; оргскло);
- «Портрет Хо-Ші-Міна» (1960, оргскло, дерево);
- «Козак» (1961);
- «Бандурист» (1962);
- «Олімпійська чемпіонка Лариса Латиніна» (1963; оргскло);
- «За мир» (1964);
- «Кріпачка» (1964);
- «Людмила Холіна, вчителька» (1966);
- «Приборкувачка хижаків Альбіна Рудь» (1967);
- «Натурниця Нора» (1968);
- галерея мініатюр «Люди Півдня — люди Півночі» (1969—1971);
- «Володимир Ленін» (1970; бронза).

На початку 1970-х років у співавторстві з Іваном Горовим, Флоріаном Коцюбинським та Ксанфієм Кузнецовим працювала над меморіальним комплексом «Савур-могилі» на Донеччині.
Брала участь у виставках з 1952 року, всесоюзних — з 1954 року, всеукраїнських — з 1958 року.